# Гірнича промисловість Нігерії

Гірнича промисловість Нігерії

## Загальна характеристика
Гірнича промисловість є осн. галуззю економіки, що у 1980-і роки забезпечувала 80% держ. прибутків. У 1980-1990-х в країні добувалися нафта і природний газ в дельті Нігера і на шельфі, олово і колумбіт (руда ніобію) на плато Джос поблизу Енугу і вапняк (для виробництва цементу) в Нкалагу, Абеокуте, Сокото, Укпіллі і Калабарі. У вартісній структурі гірн. промисловості 90% припадало на видобуток нафти і газу. Найбільші нац. компанії, які працюють в гірничій, зокрема нафтодобувній галузі – «Nigerian National Petroleum Corp.» (NNPC), «Nigerian Mining Corp.» (NMC), «Nigerian Coal Corp.» (NCC), «Associated Ores Mining Co.» (AOMC). У країні здійснюється програма оцінки мінеральних ресурсів, включаючи: золото на двох площах; пегматити; вугілля; розсоли на 4 дільницях; барит і блоковий камінь на площі 4 провінцій. Перспективним є розвиток видобутку вугілля, потреба в якому для двох діючих сталеливарних підприємств оцінюється в 500 тис. т/рік. Розглядається можливість виведення залізорудного підприємства Ітакпе (Itakpe) на проєктну продуктивність 1 млн т/рік по мірі розвитку залізничної мережі.
Компанія Nigeria Mining Corp’s виконує проєкти з видобутку золота, танталу, олова. Корпорація Nigeria Mining має амбітну програму розвитку гірничої галузі в країні і має ряд дочірніх підприємств: Brick and Clay products Ltd, Nigerian Feldspar/Quartz Mining Co., Jakura Marble Ltd, Nigeria Barytes Mining and Processing Co. and Nigeria Koalin Mining Co.
У січні 2002 р 1443 ліцензій на розвідку і видобуток к.к. скасовуються, встановлюється новий, привабливіший для місцевих та іноземних інвесторів порядок їх отримання.

## Окремі галузі
Нафта. За обсягом видобутку нафти Н. в останні десятиліття ХХ ст. і на початку XXI ст. займає 1-е місце в Африці. На початку 2003 р. видобуток нафти становив 2,2 млн бар/добу.
У 1991 Нігерія займала 8-е місце серед найбільших світових нафтовиробників, і прибутки від продажу нафти становили 96% експортних надходжень.  Експлуатувалося бл. 150 родов. Видобуток нафти здійснювали компанії «NNPC», «Shell», «Gulf» і «Mobil». На початку 1990-х років Нігерія мала в своєму розпорядженні три повністю автоматизовані нафтові термінали - в Бонні, Варрі і Брасі.
У 2003 р. Компанія Shell з партнерами почала експлуатацію розташованого на мілководді родовища ІА (EA) за допомогою нової плавучої системи нафтовидобутку, зберігання і вивантаження (FPSO) "Sea Eagle". Очікується, що видобуток нафти досягне 140 тис. бар./добу, газу - 2.8 млн куб.м/добу. Газ надходитиме на комплекс з виробництва зрідженого газу Nigeria LNG. Видобуток почався з 20 свердловин. Усього на родовищі буде пробурено до 55 свердловин [Petroleum Economist. 2003. V.70].
Переробляється нафта на нафтопереробних з-дах в Порт-Харкорті, Варрі і Кадуні. Великі запаси природного газу (в осн. попутного) у 1990-і роки використовувалися недостатньо, багато спалювалося у факелах. Основні трубопроводи Порт-Харкорт – Угеллі, Угеллі – Варрі,  Варрі – Кадуна,  Варрі – Лагос – Ібадан, Обен – Аджаокута,  Варрі – Лагос. Осн. нафтоналивні порти – Форкадос, Бонні, Варрі.
Природний газ. Нігерія з 1999 р – великий газовий експортер. У 2002 р. компанія NLNG, яка має підприємство Bonny LNG з виробництва ЗПГ, отримала 1.2 млрд дол. прибутку від експорту ЗПГ на європейські ринки. Компанії ChevronTexaco, Phillips Petroleum, Statoil і Agip розробляють плани будівництва нових підприємств з виробництва зрідженого природного газу (ЗПГ) в Нігерії, зокрема в дельті р.Нігер. Проєкт ChevronTexaco “West Niger Delta LNG” передбачає початок виробництва ЗПГ в 2008 р. продуктивністю 9 млн т/рік. Проєкт Phillips і Agip “Brass LNG” передбачає будівництво в 2005 р. підприємства продуктивністю 5 млн т ЗПГ щорічно. Нігерія на початку XXI ст. спалює в факелах понад 60% попутного нафтового газу. Федеральний уряд постановив, що 2008 р. - кінцевий термін для спалення нафтового газу в країні. Реалізація проєктів ЗПГ - ключова стратегія, покликана припинити спалення попутного газу на родовищах нафти, що розробляються компаніями Agip, ChevronTexaco і Philiips [World Oil. 2002. V.223].
Вугілля. Пром. розробка кам. вугілля в Н. ведеться з 1916. Підземним і відкритим способом розробляють родов. Енугу, Окаба. Вугілля тут середньої якості, коксується погано. Розробляють також родов. коксівного вугілля Лафіа-Обі, родов. Орукпа (проєктна потужність 250 тис. т на рік) і Огбояга (250 тис. т в рік).
На початку XXI ст. основний виробник вугілля – компанія Nigerian Coal Corp., яка співпрацює з South African group в проєкті розвитку вугледобувного сектора.
Олово. Видобуток олов'яних руд (каситериту) почався в 1905 на алювіальних розсипах плато Джос. Сьогодні видобуток ведеться г.ч. в р-ні Джос, в шт. Плато, а також в шт. Баучі, Кадуна, Кано. Осн. гірничотрансп. обладнання – драґлайни і землесоси. Перспективним є олово-цинково-вольфрамове родов. Лірує (160 км від м. Джос).
Ніобій. Видобуток ніобієвої руди (колумбіту) ведеться з 30- х рр. ХХ ст. Руда добувається відкритим способом попутно з каситеритом з алювіальних розсипів (плато Джос), елювіальних колумбітових розсипів Куру. Руда збагачується. Вміст Nb2O5 в концентраті до 67%, Та2О5 – 7%. Продукція галузі експортується.
Поліметали. На початку XXI ст. розробляється тільки одне поліметалічне родовище із запасами Pb-Zn-руд в 2,55 млн т. Видобуток становить 0,5 млн т/рік [Metal Bull. Mon. - 2002. - May. - Р. 46-49].
Будівельні корисні копалини. Видобуток вапняків для виробництва цементу почався в 1957. Розробляються родов. Нкалагу, Евекоро, Яндев, Сокото, Мфамосінг, Укпілла. Ведеться видобуток мармуру, глин, каоліну, кварцового піску та бариту.

## Гірничо-геологічна служба. Підготовка кадрів. Друк.
Гірничо-геол. роботи в Н. очолює Міністерство шахт, енергетики і сталі. У країні діє гірн. законодавство, розроблене ще в колоніальний період (1958). Підготовка кадрів для гірн. промисловості ведеться в ун-тах: Ібаданському (1962), в мм. Нсукка (1960), Іфе (1961), Ахмаду Белло (1962), а також Нігерійському інституті соціальних економіч. досліджень в Ібадані (1960). Осн. публікації з геології і гірн. справи вміщують в журн. «Nigerian Journal of Economics and Social Studies» (Ібадан, 1959).